# Kalininskij rajon (Oblast' di Saratov)
Il Kalininskij rajon (in russo Калининский район?) è un rajon dell'oblast' di Saratov, nella Russia europea; il capoluogo è Kalininsk. Istituito nel 1957, ricopre una superficie di 3.200 chilometri quadrati.